# Hugues de Lusignan (mort en 1385)
Pour les articles homonymes, voir Hugues de Lusignan.
Hugues de Lusignan, prince chypriote, né vers 1335 à Nicosie, mort à Chypre vers 1385 et fils de Guy de Lusignan, fils aîné du roi Hugues IV de Chypre et de Marie de Bourbon.

## Enfance chypriote 1335-1347
À sa naissance, le jeune prince est destiné à monter sur le trône chypriote, comme le rappellent en particulier, les clauses du contrat de mariage de ses parents.
Il reste donc second sur la liste de succession au trône jusqu'à la disparition brutale de son père en 1343.
À partir de ce moment, sa situation et celle de sa mère deviennent précaires à la cour de Chypre.
Sa mère, Marie de Bourbon, est alors en très mauvais terme avec son beau-père et souhaite retourner en Occident avec son fils. Devant le refus du roi, le pape Clément VI et divers seigneurs d'Occident se mêlent de l'affaire.
Cette volonté de quitter l'île alors que le jeune prince est formellement l'héritier du trône peut probablement s'expliquer par le fait que la mort de Guy de Lusignan avait fait naître des contestations sur sa légitimité à succéder à son grand-père. En effet, la coutume successorale chypriote semble ignorer la représentation d'un fils décédé par un petit-fils en matière d'héritage (un problème semblable s'est posé à Robert III d'Artois ou encore à l'infant Alphonse de La Cerda). Il est envisageable qu'un parti souhaitant l'accession au trône des enfants du second mariage du roi Hugues IV ait rendu la position de Marie de Bourbon difficile et que cette dernière ait préféré soustraire son fils à de possibles dangers.
Les pressions pontificales finissent par avoir raison des réticences du roi, le prince a environ douze ans quand il quitte le royaume avec sa mère au printemps 1347.
Cependant son départ ne règle en rien les incertitudes successorales et Hugues reste encore formellement l'héritier désigné de son grand-père.

## Jeunesse nomade d'un prétendant 1347-1362
Le jeune Hugues de Lusignan suit sa mère dans ses pérégrinations. Après Naples, où elle a épousé l'empereur Robert de Tarente, il l'accompagne à Avignon, puis en France. En 1352, il a alors 17 ans, il retourne s'installer à Naples auprès de son beau-père récemment libéré des geôles hongroises.
Sa jeunesse est mal connue, on le signale en 1358 à Toulouse.
À Chypre, le vieux roi Hugues IV finit par régler la question de sa succession. En novembre 1359, de son vivant, il fait couronner roi à Nicosie par l'évêque de Limassol, son fils cadet Pierre alors comte de Tripoli.
Hugues est ainsi écarté de la couronne.
Toutefois, lorsque le roi meurt en octobre 1359, Hugues porte l'affaire devant le pape, avec notamment l'appui de son parent le Dauphin Charles alors régent du royaume de France (époux de Jeanne de Bourbon sa cousine germaine).
Le pape envoie une requête aux autorités chypriotes pour qu'elles s'expliquent sur la situation.
En 1360 une première ambassade menée par le maréchal de Chypre et l'auditeur du royaume ne parvient pas à trouver un compromis avec le prétendant, fortement soutenu par la cour de France. Le pape finit par convoquer le nouveau souverain chypriote devant sa cour pour qu'il règle en personne le différend avec son neveu.
Durant cette période, Hugues de Lusignan sert les intérêts de la papauté en Italie et se mêle de politique italienne. Il exerce de janvier à avril 1361, la fonction de sénateur de Rome, c'est-à-dire d'administrateur de la ville. En 1363, il prétend à la main de Jeanne de Durazzo, richissime héritière napolitaine.
Fin 1362, le roi Pierre répond à l'appel du pape et rencontre son neveu à Avignon. Un compromis est trouvé, en échange de sa renonciation et de son hommage, Hugues obtient une pension annuelle de 50 000 besants blancs de Chypre en partie assise sur la seigneurie de Lefcara, ce qui fait de lui le plus riche seigneur de l'île après le roi.

## Prince entre Orient et Occident 1362-1385
En 1365 Hugues de Lusignan participe à l'expédition contre Alexandrie organisée par le roi Pierre, au cours de laquelle il se distingue. Durant l'été 1365, il est à Rhodes sur la galère royale. En octobre, il assiste à la prise d'Alexandrie par les armées royales. C'est à cette occasion que le roi lui accorde le titre de Prince de Galilée, autrefois porté dans la famille de sa grand-mère paternelle.
Probablement en 1365, il épouse Marie de Morpho, fille du comte d'Edesse, puissant conseiller du roi Pierre.
Il prend ensuite part au conflit pour la principauté d'Achaïe, qu'il revendique avec sa mère Marie de Bourbon contre Philippe de Tarente depuis la mort de son beau-père en septembre 1364. Après la médiation du comte de Savoie en juillet 1366 permettant la levée du siège du château de Navarin par les troupes de l'archevêque de Patras, il rassemble une armée à Vostitza et assiège vainement Patras. Il mène durant cette époque de nombreuses campagnes avec Manuel Cantacuzène, époux d'une de ses parentes Lusignan.
Le conflit pour la principauté est finalement réglé par un traité en 1370 par lequel Marie et Hugues cèdent leurs droits à Philippe.
En janvier 1370, il est à Rome avec sa mère quand il renonce officiellement à la tutelle du jeune roi Pierre II de Chypre.
Il semble s'être installé dans le royaume de Naples après cette date.
En 1383, il est signalé dans les Pouilles avec sa femme et sa maison, certainement en route pour Chypre.
Il meurt dans l'île vers 1385 et est inhumé dans l'église du couvent Saint Dominique de Nicosie.
Il ne laisse pas d'enfants de son mariage avec Marie de Morpho.